# Alessandro Pessot
Alessandro Pessot (Conegliano, 1º luglio 1995) è un ex ciclista su strada italiano, professionista nel biennio 2019-2020 con il team Bardiani-CSF.

## Carriera
Nato nel 1995 a Conegliano, in provincia di Treviso, inizia a praticare ciclismo a 8 anni. A livello giovanile gareggia per formazioni di San Fior e San Vendemiano.
Da under-23 vince il Gran Premio Città di Empoli nel 2016 e una tappa e la classifica generale al Carpathian Couriers Race nel 2017, in entrambi i casi con il Cycling Team Friuli. Sempre nel 2017 partecipa agli Europei di Herning, arrivando 78º nella gara in linea Under-23. Come Elite nel 2018 vince il Circuito di Cesa e si piazza secondo al Grand Prix Kranj.
Nel 2019, a 24 anni, passa professionista con la Bardiani-CSF; con la nuova maglia prende parte alla Milano-Sanremo di quell'anno, terminando 167º, e all'Amstel Gold Race, ritirandosi.

## Palmarès
- 2012 (Juniores)[2]

Gran Premio Tipografia Lito
- 2016 (Cycling Team Friuli, una vittoria)

Gran Premio Città di Empoli
- 2017 (Cycling Team Friuli, due vittorie)

1ª tappa Carpathian Couriers Race (Nowy Sącz > Oświęcim)
Classifica generale Carpathian Couriers Race
- 2018 (Cycling Team Friuli, una vittoria)

Circuito di Cesa

## Piazzamenti

### Classiche monumento
- Milano-Sanremo

2019: 167º

### Competizioni europee
- Campionati europei

Herning 2017 - In linea Under-23: 78º